# Bambusa lako
Espèce
Bambusa lako, le bambou noir de Timor, est une espèce de plantes monocotylédones de la famille des Poaceae, sous-famille des Bambusoideae, originaire de Malaisie.

## Taxinomie
Le bambou noir de Timor a été décrit en tant qu'espèce nouvelle et séparé du bambou noir indonésien, Gigantochloa atroviolacea, par la botaniste Elizabeth Anita Widjaja en 1997, car son apparence ( morphologie) est différente. 
Cependant, seuls des spécimens non fleuris ont été observés, et l'auteur a noté qu'il est nécessaire d'examiner des individus en floraison pour confirmer la classification. C'est assez difficile avec des bambous dont la floraison est cyclique et nécessite un intervalle pouvant aller jusqu'à 120 ans pour qu'on puisse observer une nouvelle floraison. Une étude moléculaire de 2000 a permis d'examiner des spécimens appartenant à plusieurs espèces de bambous et a conclu que les deux espèces étaient très étroitement apparentées et que le bambou noir de Timor serait mieux placé dans le genre Gigantochloa. Cette espèce est également connu sous le nom de Gigantochloa sp. 'Timor black' (nom de cultivar). 